# Rudolf Samuel
Rudolf Samuel (geboren 1897 in Berlin; gestorben 1949 in Haifa) war ein deutsch-israelischer Physiker.

## Leben
Rudolf Samuel studierte Physik in Berlin, Göttingen und Breslau und wurde 1924 in Göttingen bei James Franck promoviert. Er war Mitglied im Kartell Jüdischer Verbindungen (KJV) und Mitgründer von Hapoel Hazair und betätigte sich als Zionist. Er schrieb für die Zeitung Die Arbeit, Berlin und die Jüdische Zeitung für Ostdeutschland in Breslau. 
Samuel wurde 1931 Professor für Physik an der Aligarh Muslim University in Britisch-Indien und baute dort den Lehrbetrieb auf. Die Stelle sah er allerdings nur als Durchgangsstelle an, weil er eigentlich nach Palästina an die Hebräische Universität in Jerusalem wollte. Seinen Sohn John und seine Frau Erna hatte er bereits dort abgesetzt. Samuel bewarb sich mehrfach vergebens um eine Stelle als Experimentalphysiker an der Universität Jerusalem. Trotz der Förderung durch Chaim Weizmann und der Fürsprache durch Albert Einstein und Niels Bohr sperrte sich Leonard Ornstein dagegen. Am Ende des mehrjährigen Findungsprozesses wurde der Theoretiker Giulio Racah auf den Lehrstuhl berufen. Gleichzeitig wurde Samuels Stelle in Aligarh nicht mehr verlängert, weil die Muslime keinen Andersgläubigen mehr beschäftigen wollten. Samuel hielt sich während des Zweiten Weltkriegs in England auf und fand 1943 lediglich eine Gastdozentenstelle am Illinois Institute of Technology in Chicago.
Nach der Gründung des Staates Israel wurde Samuel Dozent für Physik am Technion, der Fachhochschule in Haifa. 

## Schriften (Auswahl)
- Über Ionisation von Kaliumdampf durch Licht, in: Zeitschrift für Physik, Band 29, S. 209–213 (1924)
- mit Hans Lessheim: Die Valenzzahl und ihre Beziehungen zum Bau der Atome. Berlin: Gebrüder Borntraeger, 1927